# Before The Party
《Before The Party》는 가수 장혜진이 1994년에 발표한 3집 음반이다. 타이틀 곡은 〈내게로〉로 작곡가 유정연, 작사가 박창학이 만든 곡이다.

## 음반 정보
- 프로듀서이자 가수인 김현철의 프로듀싱으로 만든 음반이다.
- 이 앨범의 수록곡중 홍경민, 김범수, 이은미, 럼블 피쉬(Rumble Fish)가 후에 리메이크한 "1994년 어느 늦은 밤"  (작사:김현철, 작곡:김동률, 편곡:김동률)[2]이 포함되어있다.
- 내게로는 2001년에 발표한 장혜진 6집 - It`S My Life / Best Of The Best (2001, SM Entertainment)에 재편곡(편곡: 유정연)하여 수록하였다. 특히 이 곡은 프로듀서 김현철을 비롯하여 장혜진과 같은 소속사 가수였던 김종서, 박상민 그리고 앨범 참여 작곡가였던 손무현, 황세준, 유정연 등 많은 뮤지션이 코러스에 참여하였다. 그리고 2006년에 가수 바다가 발표한 바다 3집 - 《Made in Sea》에 리메이크된 버전으로 수록하였다.

## 수록곡
1. Before The Party   (작곡:김현철, 편곡:김현철)
2. 사랑이라는 그 이름 하나만으로   (작사:김혜선, 작곡:손무현, 편곡:손무현)
3. 내게로   (작사:박창학, 작곡:유정연, 편곡:유정연)
4. 우(雨)   (작사:김현철, 작곡:김현철, 편곡:김현철)
5. Complex   (작사:박창학, 작곡:유정연, 편곡:유정연)
6. 그런 나   (작사:유유진, 작곡:황세준, 편곡:황세준)
7. 귀여운 남자   (작사:김현철, 작곡:정재윤 of 솔리드, 편곡:김현철)
8. 1994년 어느 늦은 밤   (작사:김현철, 작곡:김동률, 편곡:김현철)
9. 사랑이라는 그 이름 하나만으로 (Club Version Bounus Track, 작사:김혜선, 작곡:손무현, 편곡:최민혁)